# Serre Chevalier
Serre Chevalier – francuski ośrodek narciarski położony w północnej części regionu Prowansja-Alpy-Lazurowe Wybrzeże, w departamencie Alpy Wysokie. Leży na wysokości od 1200 do 2760 m. Najbliżej położoną miejscowością jest oddalone o niecały kilometr na północny zachód Villeneuve. Ośrodek ten oferuje 100 tras obsługiwanych przez 61 wyciągów.
W latach 90' często odbywały się tutaj zawody Pucharu Świata w narciarstwie alpejskim.